# Генрих V (граф Горицы)
Генрих V (нем. Heinrich V. von Görz; между 1309/1315 — 1361/1362) — граф Горицы с 1338 года. Сын Альбрехта II Горицийского и его второй жены Евфемии фон Метш.

## Биография
В 1338 году вместе со своими братьями Мейнхардом VI и Альбрехтом III унаследовал Горицу после смерти двоюродного брата — Иоганна Генриха IV. До этого, между 1325 и 1327 годами, они после смерти отца получили его владения в Пустертале.
Горицийские замки в Каринтии, Крайне и Словенской марке захватили Габсбурги как «вдовью долю» Анны Австрийской — вдовы покойного Иоганна Генриха IV, дочери герцога Фридриха I Красивого. Однако в 1339 году герцог Альбрехт II вернул братьям некоторые владения уже в качестве австрийского лена, к ним прилагался титул пфальцграфа Каринтии, который носил старший в роду. Анна Австрийская в 1340 году отказалась от земель в Словенской марке. После этого Генрих V и Мейнхард VI заключили с Альбрехтом Габсбургом союзнический договор, условия которого потом подтверждались в 1345 и 1348 годах.
Согласно датированной июнем 1342 года справке владения братьев делились следующим образом:
- Альбрехт III (старший из троих) — земли в Истрии и Словенской марке: Пизино, Маренфельс, Вахзенштайн, Рекель, Поймонт, Педена, Галиньяно, Ловрана, Берзетц, Тервизо, Антиньяно, Барбана, Мимильяно, а также Михон, Мёттлинг, Чернембель, Зайзенберг, Вайхзельберг, Шёнберг.
- Генрих V и его младший брат Мейнхард VI — Горица, владения в Фриуле, Каринтии и Пустертале.

С 1349 года Генрих V — генерал-капитан Фриуля, назначен на эту должность феодалами, восставшими против аквилейского патриарха Бертрана де Сен-Жениеса. Обвинялся в организации убийства патриарха (6 июня 1350 года).
Начиная с 1350 года, чеканил в Лиенце монету — пфенниги (денарии) и золотые гульдены в объёме до 2 тысяч марок в год, причём их запрещалось вывозить из Горицы под угрозой конфискации.

## Семья
Между 8 и 20 июня 1350 года женился на Джильоле да Каррара, дочери сеньора Падуи Якопо да Каррара. В том же или следующем году Джильола умерла.
От неизвестной любовницы у Генриха V был незаконнорожденный сын Йоханниц Горицийский — священник в Хьенц-Пфальцене.